# Platycleis iberica
Platycleis iberica is een rechtvleugelig insect uit de familie sabelsprinkhanen (Tettigoniidae). De wetenschappelijke naam van deze soort is voor het eerst geldig gepubliceerd in 1941 door Zeuner.
1. ↑  (en) Platycleis iberica op de IUCN Red List of Threatened Species.